# No Brainer
〈No Brainer〉是美国音乐人DJ卡利演唱的一首歌曲，加拿大歌手贾斯汀·比伯和美国说唱歌手饶舌者钱斯、Quavo等人客串演唱。这首歌于2018年7月27日由We the Best Music Group和史诗唱片发行，它是DJ卡利第十一张录音室专辑《Father of Asahd（2019）》中的第二首单曲。这是继2017年4月28日DJ卡利第十张录音室专辑《Grateful》中的《I'm the One》后，DJ卡利、饶舌者钱斯、贾斯汀·比伯和Quavo的第二次合作。這首歌由DJ卡利与諾蘭爵士、Nic Nac和Poo Bear共同創作。